# Wild World (Bastille)
Wild World è il secondo album in studio del gruppo musicale britannico Bastille, pubblicato il 9 settembre 2016 dalla Virgin Records.

## Tracce
1. Good Grief – 3:26
2. The Currents – 3:24
3. An Act of Kindness – 3:28
4. Warmth – 3:49
5. Glory – 4:41
6. Power – 3:29
7. Two Evils – 2:46
8. Send Them Off! – 3:20
9. Lethargy – 3:24
10. Four Walls (The Ballad of Perry Smith) – 4:12
11. Blame – 2:55
12. Fake It – 4:04
13. Snakes – 3:17
14. Winter of Our Youth – 3:23

Tracce bonus nell'edizione deluxe
1. Way Beyond – 3:19
2. Oil on Water – 2:58
3. Campus – 3:03
4. Shame – 3:30
5. The Anchor – 3:24

Tracce bonus nell'edizione di Target
1. Final Hour – 3:08
2. The Anchor – 3:25
3. Send Them Off! (Bunker Sessions) – 3:17

## Formazione
- Dan Smith – voce, tastiera, pianoforte, percussioni, arrangiamento strumenti ad arco, programmazione
- Will Farquarson – chitarra acustica, chitarra elettrica, basso, tastiera, cori
- Kyle Simmons – tastiera, percussioni, cori
- Chris Wood – batteria, percussioni, cori

## Classifiche
| Classifica (2016) | Posizione massima |
| ----------------- | ----------------- |
| Australia         | 7                 |
| Austria           | 5                 |
| Belgio (Fiandre)  | 2                 |
| Belgio (Vallonia) | 14                |
| Danimarca         | 38                |
| Finlandia         | 13                |
| Francia           | 54                |
| Germania          | 6                 |
| Italia            | 9                 |
| Norvegia          | 14                |
| Nuova Zelanda     | 12                |
| Paesi Bassi       | 4                 |
| Portogallo        | 16                |
| Spagna            | 25                |
| Svezia            | 32                |
| Svizzera          | 5                 |